# Karupmøllerite-Ca
La karupmøllerite-Ca è un minerale appartenente al gruppo della kuzmenkoite.